# 주한 호주 대사관
주한 호주 대사관(영어: Australian Embassy in the Republic of Korea) 또는 주한 오스트레일리아 대사관은 대한민국 서울특별시 종로구 세종로 1 교보생명보험 빌딩 19층에 위치하고 있는 오스트레일리아(호주) 대사관이다. 현직 주한 오스트레일리아 대사는 캐서린 레이퍼이다.

## 역사
오스트레일리아(호주)는 6.25 전쟁에서 유엔사령부 휘하 부대를 파견하여 대한민국을 지원했다. 오스트레일리아는 1961년 10월 30일에 대한민국과의 외교 관계를 수립했으며 1962년 6월에 대한민국 서울에 주한 호주 대사관을 설립했다. 대한민국은 오스트레일리아와 수교하기 이전인 1953년 3월에 오스트레일리아 시드니에 주시드니 대한민국 총영사관을 설치했는데 1962년 1월 23일을 기해 주호주 대한민국 대사관으로 승격되었다.

## 주요 업무
주요 업무는 대한민국 정부와의 외교·교섭, 투자 유치 활동, 대한민국 거주 오스트레일리아 국민의 보호 육성, 외교 정책 홍보, 문화, 학술, 체육 협력, 여권, 입국 사증 발급 및 영사 확인 업무 등이다. 대한민국과 오스트레일리아 모두 상대방 국가의 국민에게 전자여행허가시스템(ETA)을 받아야 입국할 수 있도록 규정하고 있는데 최대 90일까지 상대방 국가에 체류할 수 있다.

## 같이 보기
관련 항목
- 오스트레일리아의 재외공관 목록
- 대한민국 주재 외국공관 목록
- 대한민국-오스트레일리아 관계
- 주호주 대한민국 대사관

교보생명보험 빌딩 관련
- 주한 콜롬비아 대사관
- 주한 오스트리아 대사관
- 주한 핀란드 대사관
- 주한 리투아니아 대사관

### 내용주
1. ↑  대한민국에서는 오스트레일리아에 대한 국호 표기에 대해 영어 표기에 따른 오스트레일리아(Australia), 한자 음역에 따른 호주(濠洲)가 쓰이고 있다. 그러나 이름이 너무 길고 비슷한 이름을 가진 오스트리아와 혼동되는 경우가 많기 때문에 호주라는 이름이 널리 통용되고 있다. 대한민국과 오스트레일리아 양국 정부에서도 "호주"라는 국호를 사용한다.

### 참고주
1. ↑  “캐서린 레이퍼 주한 호주대사 “호주는 전략적 환경 변화를 받아들이는 대신 능동적으로 대처한다"”. 《경향신문》. 2022년 1월 6일. 2022년 9월 2일에 확인함.